# Adriaan Spreij

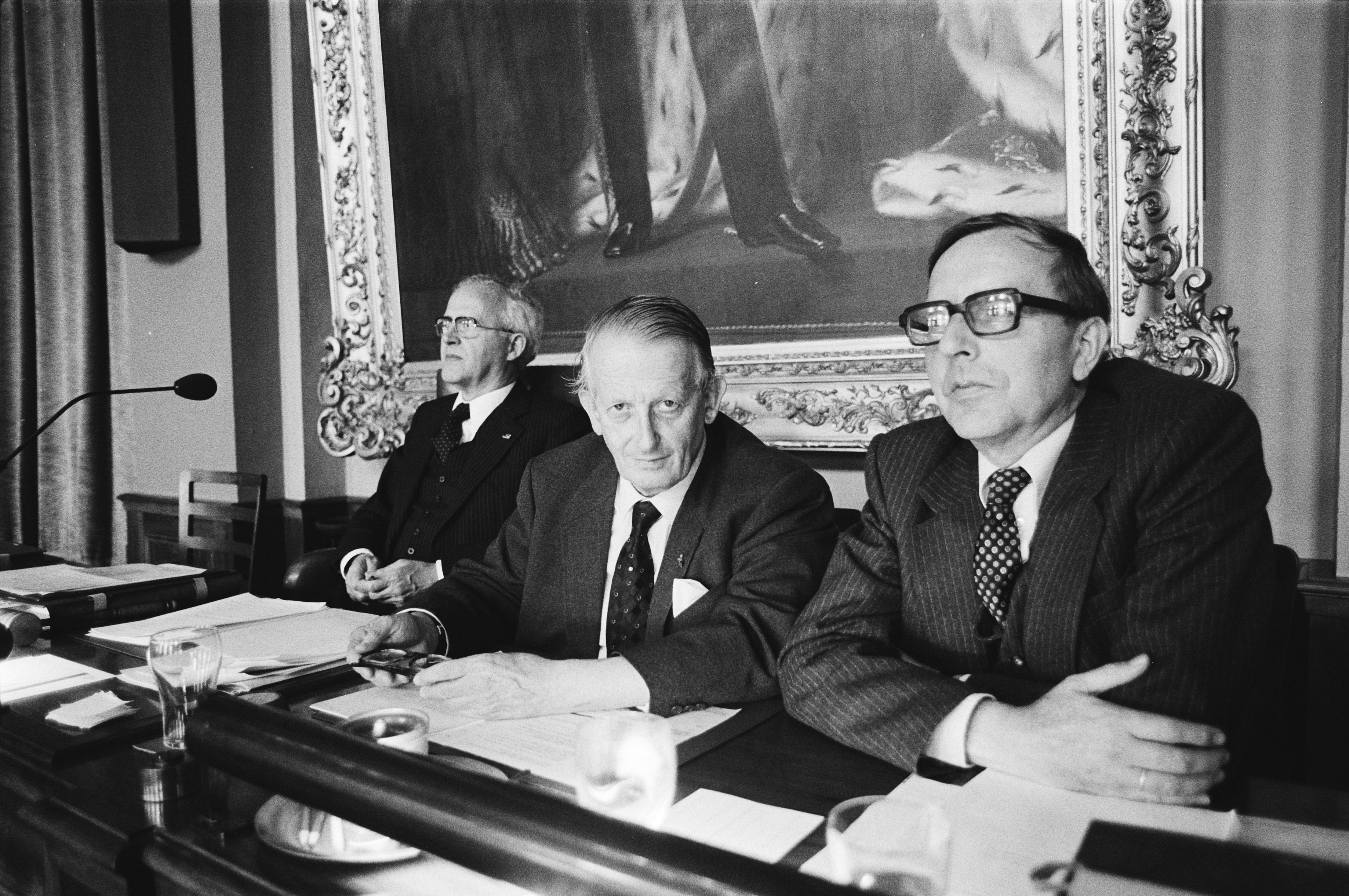
Adriaan Spreij (rechts in beeld)

Adriaan Spreij (Hilversum, 12 mei 1929 – 's-Gravenhage, 4 oktober 1994) was van 1 juli 1980 tot 1 juni 1993 griffier van de Eerste Kamer der Staten-Generaal. 
Spreij was historicus en de eerste niet-jurist die griffier van de Eerste Kamer werd. Hij doorliep onder andere in Brussel een ambtelijke loopbaan en was een aanhanger van de Europese gedachte. Hij was lid van de redactie van het tijdschrift De Europese gemeente en lid van de redactie van Nieuw Europa, tijdschrift voor Europese eenheid. Hij droeg bij aan de totstandkoming van een gedenkboek bij het 175-jarig bestaan van de Eerste Kamer.
Adriaan Spreij was Commandeur in de Orde van Oranje-Nassau.